# Conte di Monza
Conte di Monza fu un titolo nobiliare milanese, istituito dal duca di Milano Francesco II Sforza nel 1531. Venne conferito per la prima volta al condottiero spagnolo Antonio de Leyva nel 1531, dopo che quest'ultimo ne era già stato investito nel 1527 da Carlo V d'Asburgo. Nel 1536, in seguito alla morte di Antonio, il titolo passò a Luigi I de Leyva.
Nel 1648 il titolo fu ceduto dagli ultimi eredi del casato de Leyva: Luigi Antonio e suo cugino Gerolamo, ai tre fratelli Durini: Giovanni Battista, Carlo Francesco e Angelo Maria. L'investitura avvenne nel 1652 da parte di Filippo IV di Spagna.

## Storia

### Origini e istituzione della contea

Stemma dei De Leyva

Nel 1527 Antonio de Leyva (1480–1536), generale imperiale e governatore del Ducato di Milano per conto dell’imperatore Carlo V d'Asburgo, mise a sacco la città di Monza per compensare le truppe imperiali. Durante l’operazione, i sostenitori del duca Francesco II Sforza fecero esplodere con una mina la torre del Castello di Monza, che non venne mai più ricostruita.
Nel 1529 il feudo di Monza fu revocato a Kaspar von Frundsberg (detto anche Gaspare Frantsperg) e assegnato a De Leyva come signoria. Il titolo comitale fu formalmente conferito nel 1531 da Francesco II Sforza. Alla morte di Antonio, nel 1536, l’imperatore Carlo V confermò la successione al figlio Luigi de Leyva con diploma emesso a Valladolid nel 1537.
Durante il precedente periodo di dominio francese, il territorio di Monza, con un’estensione di circa 30 km², era stato affidato a Artus Gouffier de Boisy, menzionato nelle fonti italiane come Arturo Goufier.

### XVII secolo

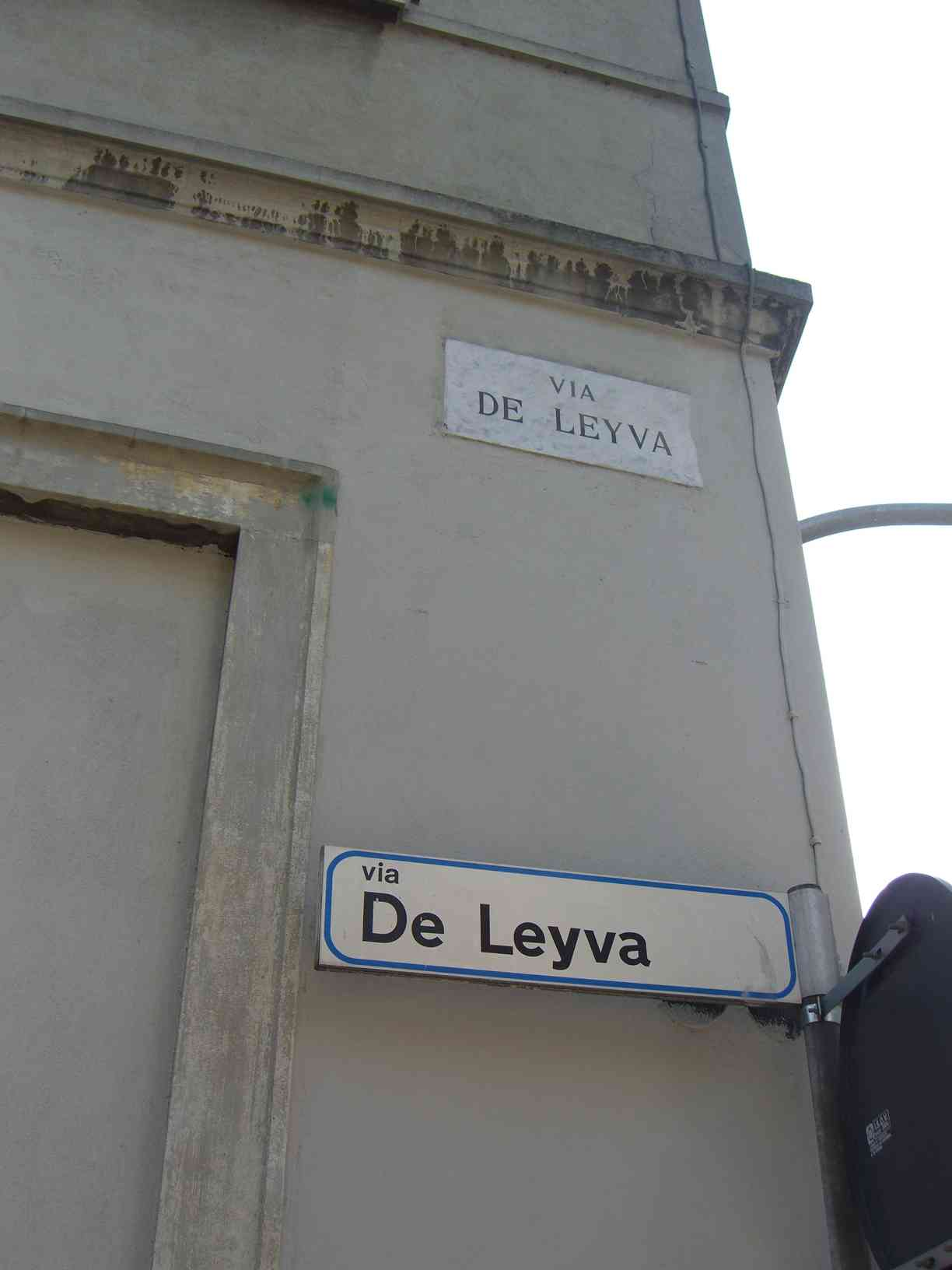
Via De Leyva a Monza

Il dominio della famiglia De Leyva sulla Contea di Monza durò 121 anni. I diritti feudali venivano esercitati a rotazione biennale dagli eredi. Anche Virginia Maria de Leyva, nota come la Monaca di Monza, fu formalmente investita dei poteri comitali. Il titolo di Principe di Ascoli spettava invece al solo primogenito maschio.
Nel 1648 gli ultimi rappresentanti del casato, Luigi Antonio de Leyva e Gerolamo de Leyva, cedettero il feudo e il titolo di Conte di Monza ai fratelli Durini, famiglia di origini comasche attiva nel Ducato di Milano come mercante e bancaria. Il titolo fu confermato da Filippo IV di Spagna nel 1652.

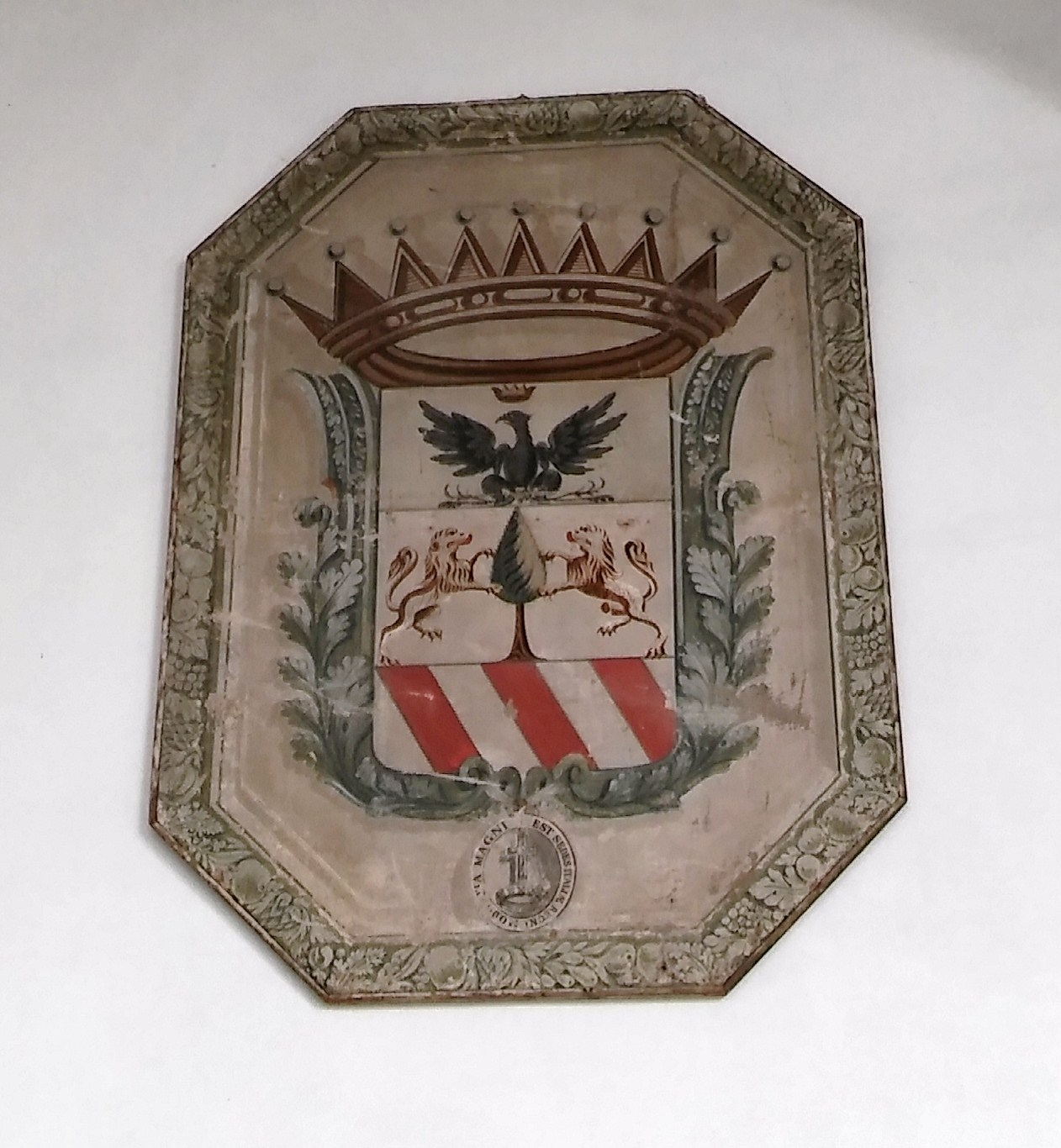
Stemma dei Durini a Villa Durini

I nuovi titolari intrapresero una riforma fiscale a favore delle corporazioni artigiane, promossero la ripresa economica e avviarono una stagione di committenze artistiche. Tra le opere principali si ricordano la decorazione del Duomo di Monza e l’ampliamento delle residenze signorili, in particolare Villa Mirabello e Villa Mirabellino.

### XVIII secolo

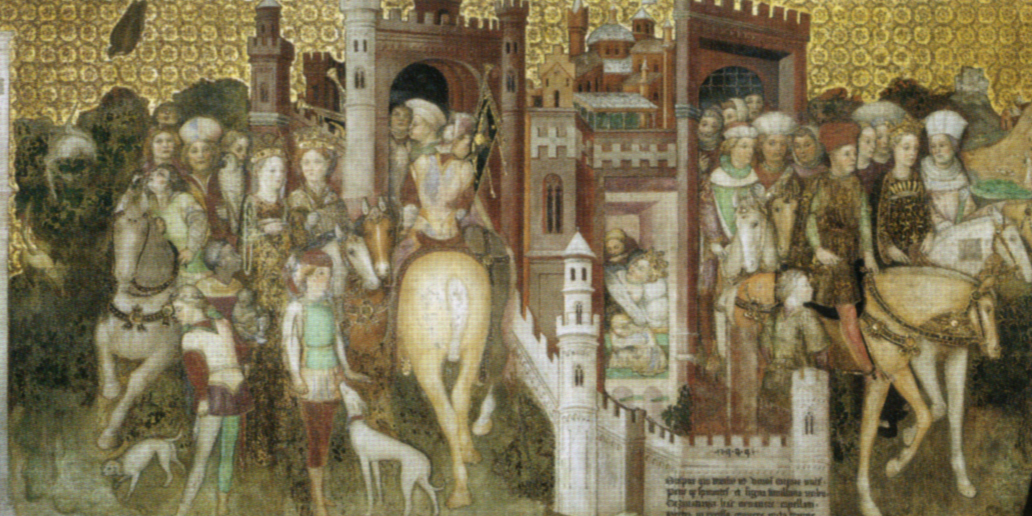
Affreschi Zavattari, Cappella di Teodolinda

Nel XVIII secolo, i Durini si distinsero per l’attività di mecenatismo artistico e culturale. Commissionarono decorazioni per il Duomo di Monza, affidandosi ad artisti attivi anche a Milano, tra cui i Procaccini, Giuseppe Nuvolone, Castellino, Legnanino e Sebastiano Ricci.
Gian Giacomo III Durini commissionò una grande tela raffigurante Teodolinda per la cappella del duomo. La Cappella di Teodolinda, già dedicata a San Giacomo, fu arricchita da un altare barocco, scolpito da Giuseppe Rusnati su disegno di Francesco Maria Ricchino. Rusnati fu autore anche dei monumenti sepolcrali della casata presso la chiesa milanese di Sant'Angelo.
Furono inoltre ampliate o restaurate le principali residenze nobiliari: Villa Durini la Grassa, Villa San Giacomo, Villa La Cazzola ad Arcore, e il Palazzo Prinetti di Merate, dove risiedette il cardinale Angelo Maria Durini quale commendatario dell’abbazia di San Dionigi.
La sistemazione paesaggistica delle ville duriniane, i giardini alla francese e gli assi prospettici contribuirono alla nascita del futuro Parco di Monza.

### XIX secolo
Nel XIX secolo il casato mantenne un ruolo attivo nella vita politica, culturale e amministrativa della Lombardia. Antonio Durini fu nominato podestà di Milano durante l’età napoleonica e venne confermato nell’incarico anche durante la Restaurazione. Tra le sue iniziative si ricordano la riforma del sistema fognario, il riordino degli enti assistenziali e i regolamenti edilizi per il commercio urbano.
Alessandro Durini (1818–1892), pittore e senatore del Regno d'Italia, fu presidente dell’Accademia di Belle Arti di Brera e lasciò parte delle sue opere al Museo di Milano. Il patrimonio fondiario fu razionalizzato e in parte riconvertito; nel 1875 fu avviata la prima catalogazione sistematica dell’archivio familiare.
La Villa Mirabello continuò a essere utilizzata come residenza stagionale e di rappresentanza.

### Epoca recente
Nel XX secolo e nel XXI secolo il casato ha proseguito le attività culturali e filantropiche, consolidando il legame con il patrimonio storico lombardo. Nel 1939 Antonio Durini Litta fondò la Fondazione Alessandro Durini per la tutela e la valorizzazione delle collezioni artistiche e documentarie della famiglia.
La Villa del Balbianello, residenza del cardinale Angelo Maria Durini, è oggi gestita dal FAI – Fondo per l’Ambiente Italiano, che ne promuove la conservazione e l’apertura al pubblico. La casata ha continuato a sostenere istituzioni musicali, tra cui la Società del Quartetto di Milano, alla quale ha contribuito per tre secoli.

## De Leyva (1531-1652)
- Antonio I de Leyva (1531-1536), I conte di Monza, per concessione imperiale.
- Luigi I de Leyva (1536-1570), II conte di Monza; figlio di Antonio;
- Martino de Leyva (1570-1600), III conte di Monza; figlio di Luigi;
- Marianna de Leyva (1600-1607), IV contessa di Monza; figlia di Martino, contessa insieme ai fratellastri Luigi II, Antonio II e Gerolamo;
- Luigi II de Leyva (1607), V conte di Monza; fratellastro di Marianna;
- Antonio II de Leyva (1607-1611), VI conte di Monza; fratellastro di Marianna;
- Gerolamo de Leyva (1611-1648), VII conte di Monza; fratellastro di Marianna, vendette la contea a Giovan Battista Durini nel 1648.

## Durini (1648-attuale)
- Giovanni Battista I Durini (1612-1677), I conte di Monza; acquistò la contea nel 1648 da Gerolamo de Leyva; figlio di Gian Giacomo Durini (1573-1639), patrizio milanese;
- Gian Giacomo I Durini (1648-1707), II conte di Monza; figlio del precedente;
- Giovanni Battista II Durini (1685-1734), III conte di Monza; figlio del precedente;
- Gian Giacomo II Durini (1717-1794), IV conte di Monza; figlio del precedente;
- Carlo Francesco I Durini (1753-1833), V conte di Monza; figlio del precedente;
- Alessandro I Durini (1818-1892), VI conte di Monza; figlio del precedente;
- Antonio I Durini (1853-1934), VII conte di Monza; figlio del precedente;
- Gian Giacomo III Durini (1857-1938), VIII conte di Monza; fratello del precedente;
- Gian Giacomo IV Durini (1908-1958), IX conte di Monza; figlio del precedente;
- Giovanni Giuseppe Durini (1875-1963), X conte di Monza; cugino del precedente, nipote di Alessandro I;
- Ercole Luchino Durini (1876-1968), XI conte di Monza; fratello del precedente;
- Teobaldo Luca Ercole Giuseppe Durini (1932-2014), XII conte di Monza; figlio del precedente;
- Alessandro Ercole Durini (n. 1957), XIII conte di Monza; figlio del precedente.

L'erede alla Contea è Ercole Teymour Durini (n. 1994), figlio del precedente.